# Reithrodontomys bakeri
Reithrodontomys bakeri és un rosegador de l'estat de Guerrero (Mèxic). Pertany al subgènere Aporodon i és molt proper a R. microdon. R. bakeri es diferencia de la subespècie de R. m. wagneri en el fet que té les orelles més llargues i el crani més gran.
L'any 2000 es trobaren alguns exemplars d'aquesta espècie a Filo de Caballo (Guerrero) i més tard alguns més a Omiltemi, a 25 km de distància. Aquests llocs es troben a centenars de quilòmetres de diverses subespècies de R. microdon: 250 km de R. m. wagneri a la Ciutat de Mèxic, 320 km de R. m. albilabris a l'Estat d'Oaxaca, i 700 km de R. m. microdon a Chiapas. Tot i que els exemplars de Guerrero estan genèticament a dins del grup R. microdon, les diferències eren tan grans que Bradley et al. (2004) els descrigueren com a nova espècie. És possible que les tres subespècies de R. microdon també siguin espècies a part.
R. bakeri pertany a la fauna vertebrada endèmica de la Sierra Madre del Sur de Guerrero, una serralada aïllada de clima estable. A més de salamandres, anurs, llangardaixos, serps i ocells, també hi ha un conill endèmic (conill d'Omilteme) i una subespècie de l'esquirol volador d'Amèrica meridional, Glaucomys volans guerrerensis.